# Georgi Milanov
Georgi Ventsislavov Milanov (Bulgaars: Георги Венциславов Миланов) (Levski, 19 februari 1992) is een Bulgaars voetballer die bij voorkeur als offensieve middenvelder speelt. Hij speelt sinds de zomer van 2013 bij de Russische topclub CSKA Moskou.

## Clubcarrière
Georgi Milanov kwam in 2005 op 13-jarige leeftijd samen met zijn tweelingbroer Ilia naar Litex Lovetsj. Op 1 augustus 2009 debuteerde hij in de Super Cup tegen Levski Sofia. Hij was toen 17 jaar en 152 dagen oud. Eén week later maakte hij zijn competitiedebuut tegen Lokomotiv Mezdra. Hij maakte het openingsdoelpunt in die wedstrijd, die Litex Lovetsj met 5-0 won. Sinds maart 2012 is voormalig topvoetballer Hristo Stoichkov coach bij Litex Lovetsj. Op 27 oktober 2012 scoorde Milanov een hattrick tegen PFC Montana.

## Interlandcarrière
Milanov en zijn broer Ilia, die als centrale verdediger speelt bij Litex Lovetsj, komen beiden uit voor het Bulgaars voetbalelftal. Op 7 oktober 2011 debuteerde Georgi Milanov voor zijn vaderland in de wedstrijd tegen Oekraïne. Op 7 september 2012 maakte hij zijn eerste interlanddoelpunt in het WK-kwalificatieduel tegen Italië (2-2).
| Interlands van Georgi Milanov voor Bulgarije | Interlands van Georgi Milanov voor Bulgarije | Interlands van Georgi Milanov voor Bulgarije | Interlands van Georgi Milanov voor Bulgarije | Interlands van Georgi Milanov voor Bulgarije | Interlands van Georgi Milanov voor Bulgarije |
| №                                            | Datum                                        | Wedstrijd                                    | Uitslag                                      | Competitie                                   | Goals                                        |
| Als speler van Litex Lovetsj                 | Als speler van Litex Lovetsj                 | Als speler van Litex Lovetsj                 | Als speler van Litex Lovetsj                 | Als speler van Litex Lovetsj                 | Als speler van Litex Lovetsj                 |
| -------------------------------------------- | -------------------------------------------- | -------------------------------------------- | -------------------------------------------- | -------------------------------------------- | -------------------------------------------- |
| 1                                            | 7 oktober 2011                               | Oekraïne – Bulgarije                         | 3 – 0                                        | Vriendschappelijk                            | 0                                            |
| 2                                            | 29 februari 2012                             | Hongarije – Bulgarije                        | 1 – 1                                        | Vriendschappelijk                            | 0                                            |
| 3                                            | 26 mei 2012                                  | Nederland – Bulgarije                        | 1 – 2                                        | Vriendschappelijk                            | 0                                            |
| 4                                            | 15 augustus 2012                             | Bulgarije – Cyprus                           | 1 – 0                                        | Vriendschappelijk                            | 0                                            |
| 5                                            | 7 september 2012                             | Bulgarije – Italië                           | 2 – 2                                        | WK-kwalificatie                              | Goal                                         |
| 6                                            | 11 september 2012                            | Bulgarije – Armenië                          | 1 – 0                                        | WK-kwalificatie                              | 0                                            |
| 7                                            | 12 oktober 2012                              | Bulgarije – Denemarken                       | 1 – 1                                        | WK-kwalificatie                              | 0                                            |
| 8                                            | 16 oktober 2012                              | Tsjechië – Bulgarije                         | 0 – 0                                        | WK-kwalificatie                              | 0                                            |
| 9                                            | 14 november 2012                             | Bulgarije – Oekraïne                         | 0 – 1                                        | Vriendschappelijk                            | 0                                            |
| 10                                           | 22 maart 2013                                | Bulgarije – Malta                            | 6 – 0                                        | WK-kwalificatie                              | 0                                            |
| 11                                           | 26 maart 2013                                | Denemarken – Bulgarije                       | 1 – 1                                        | WK-kwalificatie                              | 0                                            |
| 12                                           | 30 mei 2013                                  | Japan – Bulgarije                            | 0 – 2                                        | Vriendschappelijk                            | 0                                            |
| Als speler van CSKA Moskou                   |                                              |                                              |                                              |                                              |                                              |
| 13                                           | 14 augustus 2013                             | Macedonië – Bulgarije                        | 2 – 0                                        | Vriendschappelijk                            | 0                                            |